# Phút kinh hoàng tại El Royale
Phút kinh hoàng tại El Royale (tên gốc tiếng Anh: Bad Times at the El Royale) là phim điện ảnh hồi hộp của Mỹ năm 2018 do Drew Goddard đạo diễn và biên kịch. Phim có sự tham gia diễn xuất của Jeff Bridges, Cynthia Erivo, Dakota Johnson, Jon Hamm, Cailee Spaeny, Lewis Pullman, Nick Offerman và Chris Hemsworth, xung quanh câu chuyện về bảy người lạ mặt không hẹn mà gặp tại một khách sạn tên El Royale, mỗi người mang theo một bí mật có liên quan đến khách sạn. Phim công chiếu ra mắt tại sự kiện Fantastic Fest vào ngày 27 tháng 9 năm 2018, và được khởi chiếu tại Mỹ vào ngày 12 tháng 10 năm 2018.

## Nội dung
El Royale là một khách sạn sang trọng và lâu đời tại nơi giao nhau giữa California và Nevada. Một ngày nọ, chàng lễ tân trẻ tuổi Miles Miller chào đón cùng lúc sáu vị khách bí ẩn. Họ gồm mục sư Daniel Flynn, nữ ca sĩ Darlene Sweet, hai chị em nhà Summerspring, tay bán máy hút bụi Seymour "Laramie" Sullivan và thủ lĩnh giáo phái bí ẩn Billy Lee. Song, tất cả chỉ là danh tính giả khi mỗi người đều có một bí mật đen tối muốn chôn giấu. Họ dường như đều có liên quan đến một vụ cướp xe chở tiền và án mạng bí ẩn. Kịch tính càng được đẩy lên cao trào khi Seymour "Laramie" Sullivan có thể quan sát tất cả các phòng thông qua một con đường hầm bí mật và hé lộ rằng hắn ta đang làm việc với một thế lực có tên “Ban quản lý”. Sullivan tiếp tục công việc mà hắn được giao như tháo thiết bị theo dõi, các máy ghi âm và bộ phận của những chiếc xe nhằm niêm phong cả khách sạn lại. Trong lúc đang phá xe hắn bị Sweet thấy được, cô núp sau mép tường, sợ hãi vì biết được âm mưu của các vị khách nơi đây. Sullivan sau khi nghe điện thoại để báo lại cấp trên thì hắn muốn cứu người em Summerspring bị Emily bắt cóc nhưng đã bị Emily sát hại khi vào phòng. Chiếc gương bị cô bắn phải làm lộ ra phía sau là cả một đường hầm bí mật của khách sạn. Cùng lúc đó khi bắn Sullivan cô đã bắn phải Miller đang đứng sau gương

## Diễn viên
- Jeff Bridges vai Daniel Flynn
- Cynthia Erivo vai Darlene Sweet
- Dakota Johnson vai Emily Summerspring
  - Hannah Zirke vai Emily Summerspring trẻ
- Jon Hamm vai Seymour "Laramie" Sullivan
- Cailee Spaeny vai Rose Summerspring
- Lewis Pullman vai Miles Miller
  - Austin Abell vai Miles trẻ
- Chris Hemsworth vai Billy Lee